# Uy Hải Vệ thuộc Anh
Uy Hải Vệ (tiếng Anh: British Weihaiwei) ở phía đông bắc Trung Quốc, là lãnh thổ được Nhà Thanh cho Vương quốc Anh thuê từ năm 1898 đến năm 1930. Thủ phủ vốn là Port Edward. Lãnh thổ thuê bao phủ 288 dặm vuông (750 km2)  và bao gồm các thành phố có tường bao quanh Port Edward, Vịnh Uy Hải, Đảo Lưu Công và một khu vực đất liền của 72 dặm (116 km) đường bờ biển chạy đến độ sâu 10 dặm (16 km) trong đất liền. Cùng với Lữ Thuận Khẩu (Port Arthur), nó kiểm soát lối vào Biển Bột Hải và do đó nó kiểm soát các tuyến đường biển tiếp cận Bắc Kinh.

## Bối cảnh Hợp đồng thuê của Anh

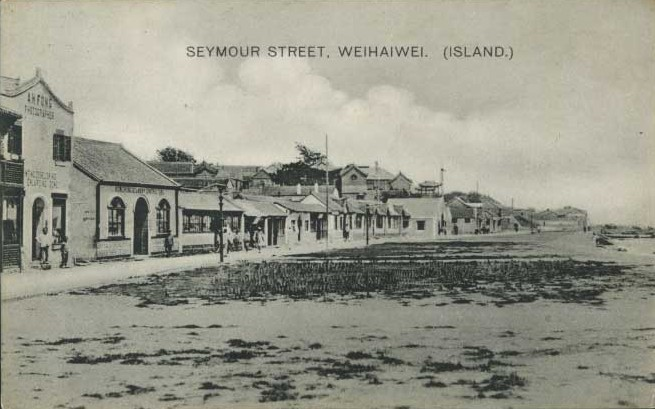
Bờ nước, Phố Seymour ở Weihaiwei, khoảng năm 1905-1910

Cảng Uy Hải Vệ là căn cứ cho Hạm đội Bắc Hải trong thời nhà Thanh. Năm 1895, người Nhật chiếm được nó trong trận Weihaiwei, trận đánh lớn cuối cùng của chiến tranh Trung-Nhật. Người Nhật rút lui năm 1898. Sau khi đế chế Nga cho thuê cảng Port Arthur từ Trung Quốc trong 25 năm vào tháng 3 năm 1898, nước Anh đã gây áp lực cho chính phủ Trung Quốc thuê Weihaiwei, với điều kiện của hiệp định nói rằng nó sẽ còn hiệu lực trong chừng mực Người Nga đã được phép chiếm Port Arthur. Cảng chủ yếu được sử dụng làm nơi neo đậu mùa hè cho Trạm Trung Quốc của Hải quân Hoàng gia và nó cũng được sử dụng làm khu nghỉ dưỡng. Nó phục vụ như một cảng ghé cho các tàu của Hải quân Hoàng gia ở Viễn Đông (phía sau Hồng Kông ở phía Nam). Một số khía cạnh của chính quyền không trực tiếp liên quan đến các vấn đề quân sự đã bị kiểm soát bởi Trung Quốc, và cảng tự vẫn là cảng tự do cho đến năm 1923.
Khi bắt đầu cuộc Chiến tranh Nga-Nhật, chỉ huy Trung Quốc đã được lệnh rút tàu của mình khỏi Weihaiwei để tránh khả năng Anh sẽ bị cuốn vào cuộc chiến. Tuy nhiên, lo sợ Weihaiwei sẽ được Hải quân Hoàng gia Anh sử dụng làm nơi ẩn náu an toàn, chính phủ Nhật đã gây áp lực buộc người Anh phải trả lại đội tàu của họ. Cảng có tầm quan trọng như một đài phát thanh và truyền tín hiệu cho các phóng viên chiến tranh xung đột, và cũng là một nguồn vận chuyển lậu bằng các chiến sĩ phong tỏa mang nguồn cung cấp vào Port Arthur.
Năm 1905, sau khi chiến thắng của Nhật Bản trong cuộc chiến tranh Nga-Nhật, Nhật Bản đã chiếm Port Arthur. Hợp đồng thuê của Anh đã được kéo dài đến cuối cho đến khi người Nhật chiếm đóng Port Arthur.

## Cai trị của Anh đối với Uy Hải Vệ

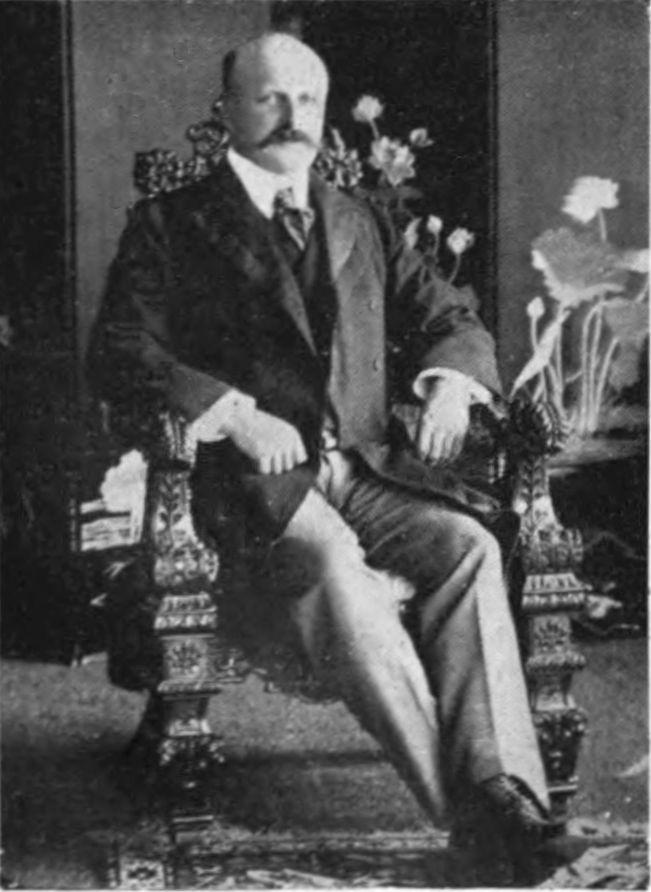
Sir James Haldane Stewart Lockhart, Ủy viên Uy Hải Vệ, 1902-1921

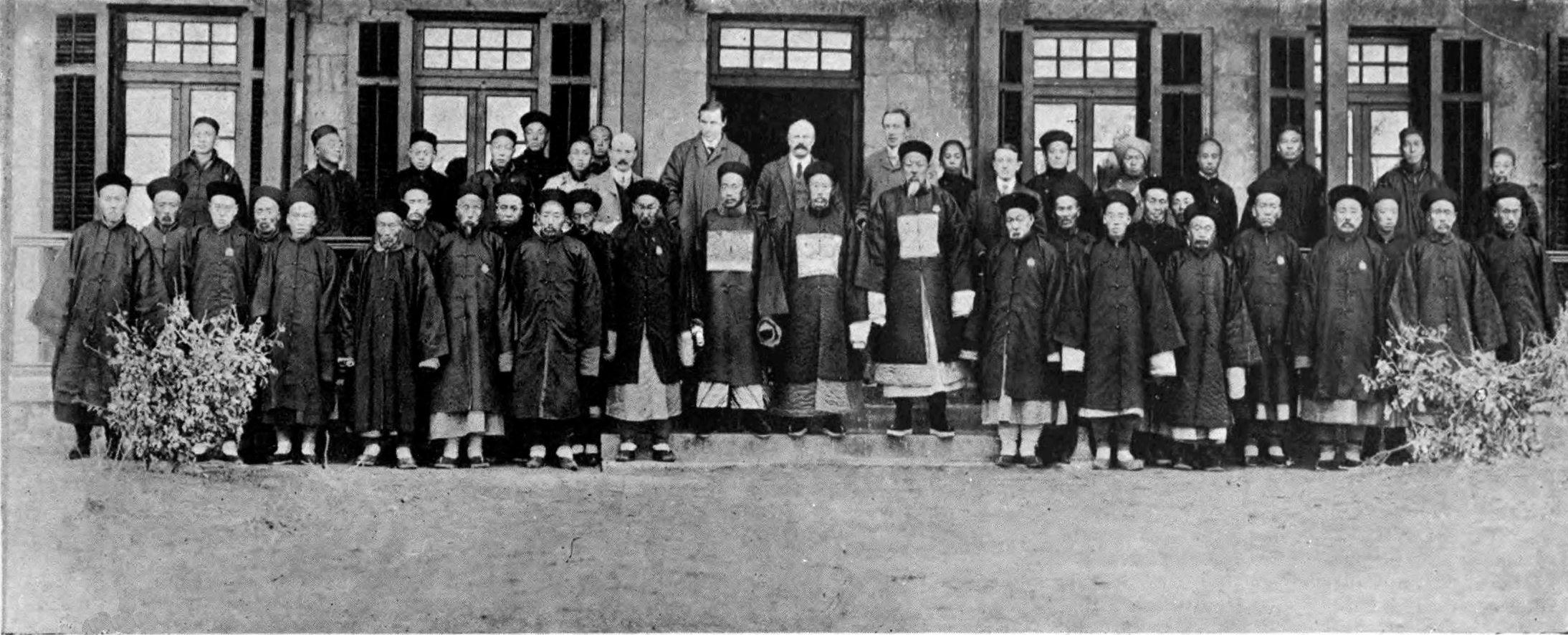
Ủy viên và đội ngũ nhân sự và người đứng đầu của lãnh thổ trong 1908

Khi bắt đầu hợp đồng thuê, lãnh thổ này được điều hành bởi một sĩ quan hải quân cao cấp của Hải quân Hoàng gia, Sir Edward Hobart Seymour. Vào năm 1899, chính quyền đã được chuyển giao cho một ủy viên quân sự và dân sự, trước hết là [Arthur Robert Ford Dorward] (1899-1901), sau đó là [John Dodson Daintree] (1901-1902), do Văn phòng Chiến tranh chỉ định tại Luân Đôn. Đội quân bao gồm 200 quân Anh và một Trung đoàn [Weihaiwei], chính thức [Trung đoàn 1 Trung Quốc], với các sĩ quan Anh. Năm 1901, người ta quyết định không nên tăng cường căn cứ này và việc quản lý đã được chuyển giao cho Văn phòng Thuộc địa.
Một ủy ban dân sự đã được bổ nhiệm vào tháng 2 năm 1902 để điều hành lãnh thổ này. Stewart Lockhart] cho đến năm 1921. Sau Lockhart, Arthur Powlett Blunt (1921-1923) và Walter Russell Brown (1923-1927) được bổ nhiệm làm Ủy viên tại Weihaiwei. Vị Ủy viên cuối cùng là nhà nghiên cứu tội phạm nổi tiếng Reginald Fleming Johnston (trước đây là vị thầy của vị hoàng đế Trung Quốc cuối cùng), phục vụ từ năm 1927 đến năm 1930.
Vào năm 1909, Thống đốc Hồng Kông [Frederick Lugard, 1 Baron Lugard | Sir Frederick Lugard] đã đề xuất rằng nước Anh trở lại Uy Hải Vệ với quy tắc của Trung Quốc để đổi lại quy tắc vĩnh viễn của New Territories của Hồng Kông Mà cũng đã được cho thuê vào năm 1898. Đề nghị này đã không bao giờ được thông qua.
Uy Hải Vệ không được phát triển theo cách mà Hồng Công và các thuộc địa khác của Anh trong khu vực này là. Đó là vì tỉnh Sơn Đông, mà Uy Hải Vệ là một phần, nằm trong phạm vi ảnh hưởng của Đức (và sau Thế chiến I Nhật Bản. Việc áp dụng các thuộc địa của Anh theo các điều khoản của Đạo luật Xóa nợ Anh năm 1887 là điều bình thường. Tuy nhiên, Uy Hải Vệ thực sự được quản lý theo Đạo luật Nước Pháp năm 1890, là đạo luật cấp quyền [thuộc quyền ngoại ngoại] đối với các chủ thể người Anh ở Trung Quốc và Những quốc gia khác mà Anh Quốc có quyền ngoại giao. Lý do của việc này là như một lãnh thổ đã cho thuê, bất cứ lúc nào, nó không được coi là thích hợp để điều trị Uy Hải Vệ như là một thuộc địa đầy đủ.
Không có con tem bưu phí đặc biệt đã từng được cấp cho Weihaiwei. Cũng giống như trong các cảng hiệp ước, tem Hồng Kông đã được sử dụng. Từ năm 1917, những chữ này được in với chữ"CHINA". Tem Uy Hải Vệ được phát hành từ năm 1921. Không có bất kỳ đồng xu hoặc tiền giấy đặc biệt nào được ban hành để lưu thông tại Uy Hải Vệ. Các loại tiền tệ khác nhau trong lưu thông tại Trung Quốc vào thời đó đã được sử dụng; Đồng đô la Hồng Kông cũng được sử dụng.
Biệt hiệu thủy thủ Anh đưa ra cảng này là"Way High"; Nó còn được gọi là Port Edward bằng tiếng Anh.
Trong thời kỳ cai trị của Anh, nhà ở, bệnh viện, nhà thờ, nhà trà, sân thể thao, bưu điện và nghĩa trang hải quân được xây dựng.